# Koen (dokumentarfilm)
Koen er en dansk dokumentarfilm fra 1944 instrueret af Søren Melson og efter manuskript af Kai Johansen, Karl Roos og Viggo Steensberg.

## Handling
Koens betydning for især landets økonomi.